# Rosneath Home Farm

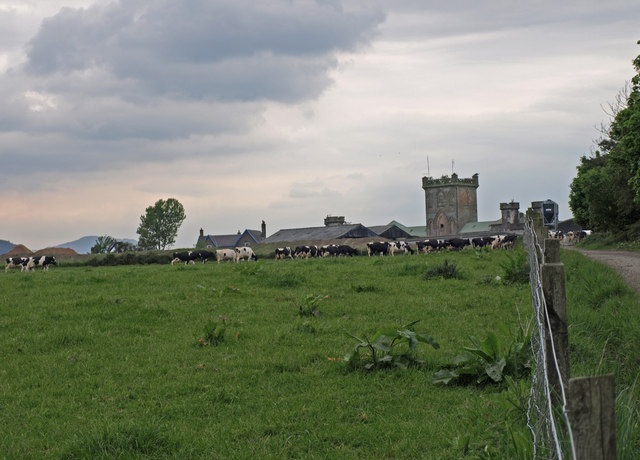
Rosneath Home Farm

Rosneath Home Farm ist ein isoliert gelegener Bauernhof auf der schottischen Halbinsel Rosneath. Er befindet sich nahe der Südostküste der Halbinsel am Meeresarm Gare Loch etwa zwei Kilometer südwestlich von Rosneath. Rosneath Home Farm liegt auf den Ländereien von Rosneath Castle. Für die Planung des Gebäudes war Alexander Nasmyth verantwortlich. Mit dem Bau der Anlage wurde 1801 begonnen und die Arbeiten 1803 abgeschlossen. 1995 wurde die Rosneath Home Farm in die schottischen Denkmallisten in der höchsten Kategorie A aufgenommen.

## Beschreibung
Das symmetrische Bauwerk ist im neogotischen Stil erbaut und weist Elemente der Burgenarchitektur auf. Die Stallungen verlaufen entlang von drei Seiten eines gedachten Oktagons, wobei ein stumpfer, vierstöckiger, zinnenbewehrter Turm mittig auf der Achse liegt. Er ist mit mehreren blinden Spitzbogenfenstern verziert. Die beiden Türmen an den Ecken greifen mit ihren Grundrissen das Motiv des Achtecks wieder auf und schließen mit Zeltdächern ab. An beiden Gebäudeenden schließen quadratische Türme mir Flachdächern die Anlage ab. Das Gebäude besteht aus Bruchstein und ist großteils in traditioneller Weise mit Harl verputzt. Die verbindenden zweistöckigen Trakte schließen mit Satteldächern ab. Seit 1996 ist die Rosneath Home Farm im schottischen Register gefährdeter denkmalgeschützter Bauwerke gelistet. Auf Grund der fortgesetzten landwirtschaftlichen Nutzung und den Rissen im Mauerwerk wird der Gesamtzustand der Anlage als schlecht eingestuft, wobei die Gefahr für eine Verschlechterung der Bausubstanz als moderat eingeschätzt wird.